# 弯曲海菌属
弯曲海菌属（学名：Ancylomarina），也称屈曲海生菌属，是拟杆菌目下的一个属。

## 下属物种
本属包括以下物种：
- 长弯曲海菌 Ancylomarina longa
- Ancylomarina salipaludis
- 纤细屈曲海生菌 Ancylomarina subtilis Wu et al., 2016